# Gates to Heaven
Gates to Heaven är en sång skriven av Mikael Rickfors, Marcello, Geli och Nilsson. Sången är utgiven på singel och cd:n av albumet Rickfors, samt utgiven på singel 1987 med cover av "When a Man Loves a Woman" som A-sida.